# Insolvens
Den här artikeln handlar om det juridiska begreppet. För föreningen för skuldsatta, se Föreningar för skuldsatta i Sverige.
Insolvens innebär att någon är på ekonomiskt obestånd och inte längre kan betala sina skulder i tid.
Termen kan användas om både privatpersoner, företag och organisationer samt stater. En person som har drabbats av insolvens är insolvent.

## Översikt
Insolvens används i första hand som ett juridiskt och ekonomiskt begrepp. Myndigheter som Skatteverket och Kronofogden använder ofta begreppet i sina handlingar, och det förekommer även i flera lagtexter. Begreppet innebär att en gäldenär inte längre kan betala sina skulder och att denna oförmåga inte är endast tillfällig. Insolvens utgör grund för konkurs enligt 1 kap 2 § konkurslagen.
I Skuldsaneringslagen förekom tidigare begreppet kvalificerad insolvens, men den lydelsen har ersatts med ”gäldenären är på obestånd och så skuldsatt att han eller hon inte kan antas ha förmåga att betala sina skulder inom överskådlig tid”. Den nya lydelsen motsvarar exakt Kronofogdens tidigare definition av begreppet.
Sedan 31 maj 2002 regleras frågor om konkurs och företagsrekonstruktion inom EU av insolvensförordningen.

### Fotnoter
1. ↑  https://lagen.nu/1987:672#K1P2
2. ↑  SKUSAN (SFS 2006:548) (lagen.nu)
3. ↑  Se Kronofogdens rekommendation 14/08/SKUSAN - Bedömning av kvalificerad insolvens Arkiverad 10 februari 2009 hämtat från the Wayback Machine.
4. ↑  Regeringen (15 september 2005). ”EU:s insolvensreglering” (PDF). http://www.regeringen.se/content/1/c6/05/03/47/2f2504e9.pdf. Läst 16 juni 2008.[död länk]

### Webbkällor
- Skatteverkets definition av kvalificerad insolvens[död länk].
- Kronofogdens rekommendation 14/08/SKUSAN - Bedömning av kvalificerad insolvens